# 한국여행작가협회
한국여행작가협회는 건전한 여행문화를 창달하고, 대한민국내의 여행명소를 발굴ㆍ홍보하여 외래관광객 유치와 대한민국 관광진흥 활성화에 기여하기 위하여 2006년 4월 13일 설립된 대한민국 문화체육관광부 소관의 사단법인이다. 사무실은 서울특별시 마포구 양화로 16길 14-16 위안빌딩 3층에 있다.

## 개요
사단법인 한국여행작가협회는 한국 유일의 프로페셔널 여행작가 모임이다.
방송, 신문, 잡지, 사보, 인터넷사이트 등의 다양한 매체에 여행기사를 기고하거나 여행가이드북과 여행에세이서적을 저술한 여행작가들이 가입돼 있다.
한국여행작가협회에서는 우리나라의 여행 문화를 발전시키고, 저작권보호 등 회원의 권익을 증진시키며,
매년 2차례에 걸쳐 여행작가학교 강좌를 진행함으로써 유능한 여행작가를 발굴 육성하는 사업을 펼치고 있다.
여행 관련 서적을 1권 이상 출간한 전문적인 여행작가는 정회원 가입을 신청할 수 있다.

## 주요 사업
1. 한국의 여행문화를 발전시키기 위한 사업
2. 한국 여행 컨텐츠의 개발과 홍보
3. 한국 여행문화 발전을 위한 강좌와 교육활동 추진
4. 지방자치단체의 관광 활성화에 기여
5. 유능한 여행작가의 발굴과 육성
6. 해외 여행작가와 교류를 통한 한국 여행 자원의 소개
7. 회원의 활동을 반영한 정기 간행물 및 단행본 발간
8. 한국여행작가협회 인터넷 홈페이지를 통한 여행정보 제공

## 실적
- 2001년 한국관광공사 홈페이지 여행 콘텐츠 집필 및 감수
- 2002년 한국관광공사 홈페이지 <내나라 먼저보기> 콘텐츠 제작
- 2003~2004년 한국관광공사 주관 국내우수여행상품 심사 참여
- 2003년 협회 공저 <7인7색 여행이야기> 선미디어 발행
- 2004~2009년 한국관광공사 ‘이달의 가볼만한 곳’ 선정위원 및 집필진 참여.
- 2004년 한국관광공사 <가볼만한 곳 100선> 단행본 원고 집필 및 감수
- 2004년 한국관광공사 <녹색관광마을50> 심사 및 원고 집필
- 2004년 협회 공저 <잊지 못할 가족여행지 48> 살림출판사 발행
- 2005년 내나라여행박람회 참여 여행선호도 설문조사 및 여행 컨설팅과 강연 진행
- 2005년 전라북도 F-Tour 선정작업 참여
- 2005년 협회 공저 <신바람 나는 가족체험 여행지 45> 시공사 발행
- 2006년 내나라여행박람회 <여행학교> 운영
- 2006년 협회 공저 <내 생애 가장 행복한 여행> 위즈덤하우스 발행
- 2007년 내나라여행박람회 <여행학교> 운영
- 2007년 한국관광공사 <여행마니아가 추천하는 황금코스> 단행본 원고 집필 및 감수.
- 2007년 협회 공저 <호젓한 여행지> 위즈덤하우스 발행
- 2008년 내나라여행박람회 <여행학교> 운영
- 2008년 전라남도 <남도의 걷기 좋은 길 34> 단행본 제작
- 2008년 한국관광공사 <이달의 가볼만한 곳 100선> 단행본 제작
- 2008년 협회 공저 <1박 2일 실버여행> 위즈덤하우스 발행
- 2009년 <경상북도 이야기 여행> 단행본 제작
- 2009년 <인천테마여행> 단행본 제작
- 2009년 <지하철로 돌아보는 서울 이야기 여행> 서울시 스토리텔링 단행본 제작
- 2009년 경북 청송군 <청송 스토리 여행> 단행본 제작
- 2009년 경상북도 <교과서에 나오는 체험여행> 단행본 제작.
- 2009년 경상북도 이야기여행 단행본 제작 및 발간
- 2009년 서울시 <관광 스토리텔링> 단행본 제작.
- 2009년 서울시와 코리아헤럴드와 공동으로 <The soul of Seoul> 특집칼럼 진행.
- 2009년 인천테마여행 단행본 제작 및 발간
- 2009년 자연을 노래하는 청송 스토리텔링 단행본 제작
- 2009년 협회 공저 <대한민국 걷기좋은 길111> 위즈덤하우스 발행
- 2010년 <2010 한국관광의별> 이벤트 공동 주최
- 2010년 여행작가들의 전주 여행기 <시선 여섯> 필진 참여
- 2010년 전라북도 익산시 <Amazing 익산> 단행본 제작
- 2010년 협회 공저 <대한민국 머물기 좋은 방 210> 위즈덤하우스 발행
- 2011년 <경북의 아름다운 걷기여행> 단행본 제작
- 2011년 충청남도 청양군 <청양 이야기여행> 단행본 제작
- 2011년 협회 공저 <여행작가들은 어디 가서 뭘 먹을까?> 위즈덤하우스 발행
- 2012년 동아일보 기내판 신문 여행기사 연재 중